# Кубок Литви з футболу 1996—1997
Кубок Литви з футболу 1996—1997 — 8-й розіграш кубкового футбольного турніру в Литві. Титул вчетверте здобув Жальгіріс (Вільнюс).

## Календар
| Раунд      | Дата                    | Матчі | Клуби  |
| ---------- | ----------------------- | ----- | ------ |
| 1/8 фіналу | 5-7 листопада 1996      | 8     | 16 → 8 |
| 1/4 фіналу | 10-12/16 листопада 1996 | 8     | 8 → 4  |
| 1/2 фіналу | 20/24 листопада 1996    | 4     | 4 → 2  |
| Фінал      | 14 травня 1997          | 1     | 2 → 1  |

## 1/8 фіналу
| Команда 1                      | Рахунок | Команда 2           |
| ------------------------------ | ------- | ------------------- |
| 5 листопада 1998               |         |                     |
| Ранга-Політехніка              | 1:3     | Інкарас-Гріфас      |
| Мастіс (Тельшяй)               | 0:3     | Жальгіріс-Вольмета  |
| Панеріс-2                      | 0:3     | Каунас              |
| Таурас                         | 0:1     | Атлантас            |
| Банга                          | 0:1     | Екранас             |
| Інтерас-АЕ                     | 1:5     | Панеріс             |
| Локомотивас-Вільбана (Вільнюс) | 0:1     | Кареда              |
| Укмерге                        | 0:4     | Жальгіріс (Вільнюс) |

## 1/4 фіналу
| Команда 1               | Заг. | Команда 2 | 1-й матч | 2-й матч |
| ----------------------- | ---- | --------- | -------- | -------- |
| 10-12/16 листопада 1996 |      |           |          |          |
| Атлантас                | 1:2  | Каунас    | 0:2      | 1:0      |
| Жальгіріс-Вольмета      | 0:4  | Кареда    | 0:2      | 0:2      |
| Жальгіріс (Вільнюс)     | 3:0  | Екранас   | 1:0      | 2:0      |
| Інкарас-Гріфас          | 5:1  | Панеріс   | 3:1      | 2:0      |

## 1/2 фіналу
| Команда 1            | Заг. | Команда 2           | 1-й матч | 2-й матч |
| -------------------- | ---- | ------------------- | -------- | -------- |
| 20/24 листопада 1996 |      |                     |          |          |
| Каунас               | 2:4  | Інкарас-Гріфас      | 2:1      | 0:3      |
| Кареда               | 1:4  | Жальгіріс (Вільнюс) | 0:2      | 1:2      |

## Фінал
| 14 травня 1997 |

| Жальгіріс (Вільнюс)   | 1:0      | Інкарас-Гріфас |
| --------------------- | -------- | -------------- |
| Венцевичюс 76' (пен.) | Протокол |                |

| Алітус, Алітус Глядачів: 2 000 Арбітр: Юстінас Міляускас |